# Engenheiro Coelho
Engenheiro Coelho es un municipio en el estado de São Paulo, Brasil.

## Historia
Engenheiro Coelho era una colonia ubicada en una zona agrícola de São Pedro, inicialmente iba a ser llamado Guaiquica. El nombre Engenheiro Coelho era originalmente del tren que pasa a través de la ubicación de la estación, siendo este ingeniero el que se encarga de la inspección. Con la construcción de la carretera (SP 147) que conecta Limeira a Mogi Mirim a mediados de 1939 la colonia comienza a desarrollarse.

## Geografía
Está situado en una latitud 22 º 29'18 "sur y longitud 47 º 12'54" oeste, con una altitud de 655 metros. Su población estimada fue 15.719 (2010) habitantes.
Tiene una superficie de 109,798 km².

## Religión
El Cristianismo está presente en la ciudad de la siguiente manera:

### Iglesia Católica
La iglesia católica del municipio forma parte de la Diócesis de Limeira.

### Iglesia Protestante
En la ciudad están presentes las más diversas creencias evangélicas, principalmente pentecostales, incluidas las Asambleas de Dios de Brasil (la iglesia evangélica más grande del país), Congregación Cristiana, entre otras. Estas denominaciones están creciendo cada vez más en todo Brasil.